# O Samba É Elza Soares
O Samba É Elza Soares é o terceiro álbum de estúdio da cantora e compositora brasileira Elza Soares, lançado em 1961 pela Odeon, com produção musical de Ismael Corrêa e arranjos de Astor Silva.

## Antecedentes
Em 1960, Elza Soares tinha lançado os álbuns Se Acaso Você Chegasse e A Bossa Negra, marcados por inéditas e regravações de sambas notáveis. Sob a mesma proposta, a cantora continuaria, o que já foi considerada uma das melhores fases de sua carreira.

## Gravação
O Samba É Elza Soares foi contou com direção artística Ismael Corrêa e arranjos de Astor Silva, que também participaram dos dois trabalhos anteriores da cantora. O repertório trouxe músicas de nomes como Antonio Carlos Jobim, Assis Valente, Haroldo Barbosa e Billy Blanco. O álbum também possui participação do sambista Monsueto Menezes em três músicas: "Teleco-Teco", "Cantiga do Morro" e "Ziriguidum".
"Ziriguidum" fez parte da trilha sonora do filme Briga, Mulher e Samba, lançado no mesmo ano.

## Lançamento e legado
O Samba É Elza Soares foi lançado em 1961 pela Odeon em vinil, com edição argentina lançada também no mesmo ano. Em 2003, o álbum foi relançado pela primeira vez em CD pela caixa de coleção Negra, com reedição de Marcelo Fróes.

## Faixas
A seguir lista-se as faixas de O Samba É Elza Soares:
Lado A
1. "Eu e o Rio"
2. "Vevete Certinha"
3. "Teleco-Teco"
4. "Bom Mesmo É Estar de Bem"
5. "Fez Bobagem"
6. "Amor de Mentira"

Lado B
1. "Na Base do Bilhetinho"
2. "Cantiga do Morro"
3. "Acho que Sim"
4. "Ziriguidum"
5. "Vou Sonhar pra Você Ver"
6. "Reconciliação"